# Nordstatsarmén
Nordstatsarmén (Union Army) bestod huvudsakligen av frivilliga och senare även av värnpliktiga. Under kriget mobiliserades 1696 infanteri- och 272 kavalleriregementen samt 1647 artilleribatterier. När nordstatsarmén var som störst hade den över en miljon man under vapen. I början av kriget var över en tredjedel av infanteriet utrustat med föråldrade slätborrade slaglåsmusköter, men mot slutet av kriget var de flesta soldater inte bara utrustade med moderna räfflade musköter utan även i viss utsträckning med bakladdningsgevär och ultramoderna  repetergevär. På grund av nordstaternas stora ekonomiska och industriella kapacitet var dess soldater i allmänhet välklädda, välbeväpnade och rikligt försedda med proviant.

## Tillkomst
Den värvade reguljära amerikanska armén, United States Army bestod vid inbördeskrigets utbrott av 16 000 man och kom under kriget att uppgå till 42 000 soldater. Nordstatsarméns huvuddel bestod dock av Volunteer Army of the United States med över en miljon krigsfrivilliga och värnpliktiga, organiserade av delstaterna och ställda till unionens förfogande.

## Organisation
I infanteriet och kavalleriet var organisationen baserad på regementet. Ett infanteriregemente bestod av 10 kompanier och hade ingen bataljonsorganisation. Ett kavalleriregemente hade 12 kompanier och var indelat i sex skvadroner. Krigsförlusterna gjorde att infanteriregementenas storlek minskade fram till 1863, därefter ökade den genom konsolidering av existerande förband och uppsättande av nya; 1861 hade ett infanteriregemente i medeltal 700 soldater, 1862 500 soldater, 1863 320 soldater, 1864 400 soldater och 1865 500 soldater. Ett kavalleriregemente hade i medeltal 360 ryttare 1863 och 250 ryttare 1864. 
| Nyckeltal rörande nordstatsarmén 1861-1865  |           |
| Faktor                                      | Tal       |
| Totala antalet individer vilka tjänstgjorde | 2 213 000 |
| Personalstyrka, juli 1861                   | 219 000   |
| Personalstyrka, januari 1863                | 962 000   |
| Största personalstyrka, 1864-65             | 1 045 000 |
| Antal stupade                               | 67 000    |
| Antal som dött av sina sår                  | 43 000    |
| Sårade (icke-dödligt)                       | 275 000   |
| Krigsfångar                                 | 211 000   |
| Varav döda i fångläger                      | 30 000    |
| Döda i sjukdomar                            | 224 000   |
| Desertörer                                  | 199 000   |
| Hemförlovade                                | 426 000   |
| Källa:                                      |           |

Nordstatsarmén organiserade 1696 infanteri- och 272 kavalleriregementen under kriget. Den reguljära armén organiserade fem artilleriregementen och 19 artilleribatterier; den frivilliga armén 52 artilleriregementen, 22 artillerikompanier och 1 647 artilleribatterier. Bland de som enrollerade sig i den frivilliga armén var också 300 000 afroamerikaner. De tjänstgjorde i segregerade förband; 147 infanteriregementen, 7 kavalleriregementen, 12 tunga artilleriregementen, ett fältartilleriregemente och ett ingenjörsregemente (alla inräknade i ovanstående styrkeuppgifter). De första trupperna fylldes med fria svarta från nordstaterna, bland dem det kända 54th Massachusetts men de flesta rekryterades bland före detta slavar efter att emancipationsproklamationen trätt ikraft den 1 januari 1863. 

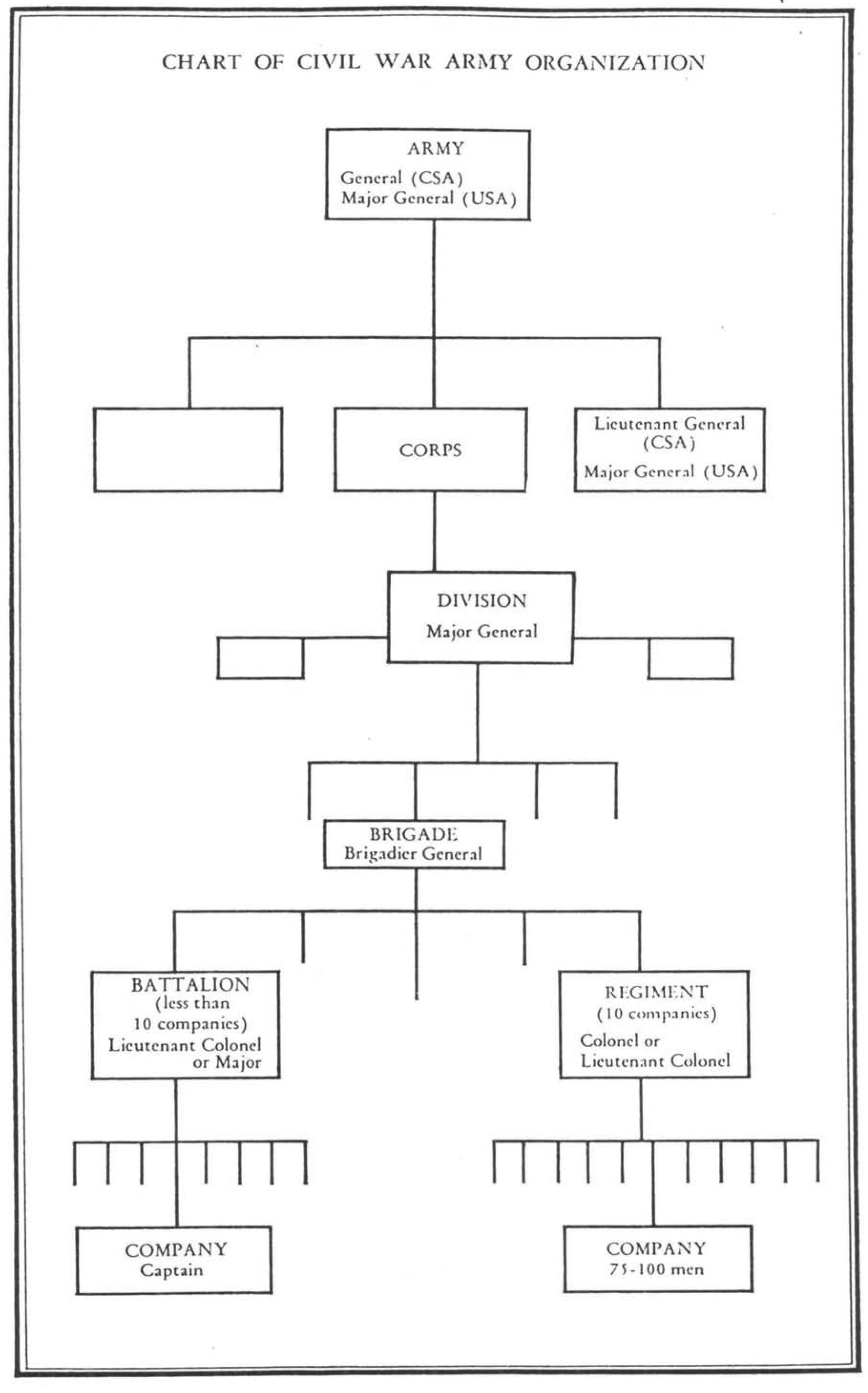
Schematisk framställning av arméorganisationen under det amerikanska inbördeskriget (bägge sidorna).

1863 bildade nordstatsarmén ett särskilt truppslag Veteran Reserve Corps för garnisonstjänstgöring. Det bestod av soldater som blivit fälttjänstodugliga på grund av sjukdomar och sår och vilka annars skulle ha blivit hemförlovade. Därmed frigjordes fälttrupper för fronten. I kårens uppgifter ingick för det mest tjänstbara manskapet allmän bevakningstjänst, krigsfångebevakning och efterspaning av desertörer. Mindre tjänstbara soldater, till vilka hörde de som förlorat en arm användes som sjukvaktare, kockar och skrivbiträden.  I denna kår kom att ingå  28 000 soldater organiserade i 24 regementen och 188 självständiga kompanier. Nordstatsarmén rekryterade också sex infanteriregementen bland konfedererade krigsfångar. De kommenderades till indiangränsen för att inte behöva komma i strid med sydstatsarmén. 
Två till sex regementen bildade en brigad under befäl av en överste eller brigadgeneral. Fyra brigader bildade en division under en generalmajor. Två till fyra divisioner bildade en armékår under befäl av en generalmajor. Flera armékårer bildade en fältarmé vilken också stod under befäl av en generalmajor. När Grant blev general-en-chef 1864 utnämndes han till generallöjtnant, den förste på aktiv stat sedan George Washington. Tre artilleribatterier bildade en brigad. Det tunga artilleriet organiserades i regementen om 12 kompanier eller i avdelta kompanier. Nordstatsarméns fältarméer bestod typiskt av 80% infanteri, 14% kavalleri och 6% artilleri.  

## Personal

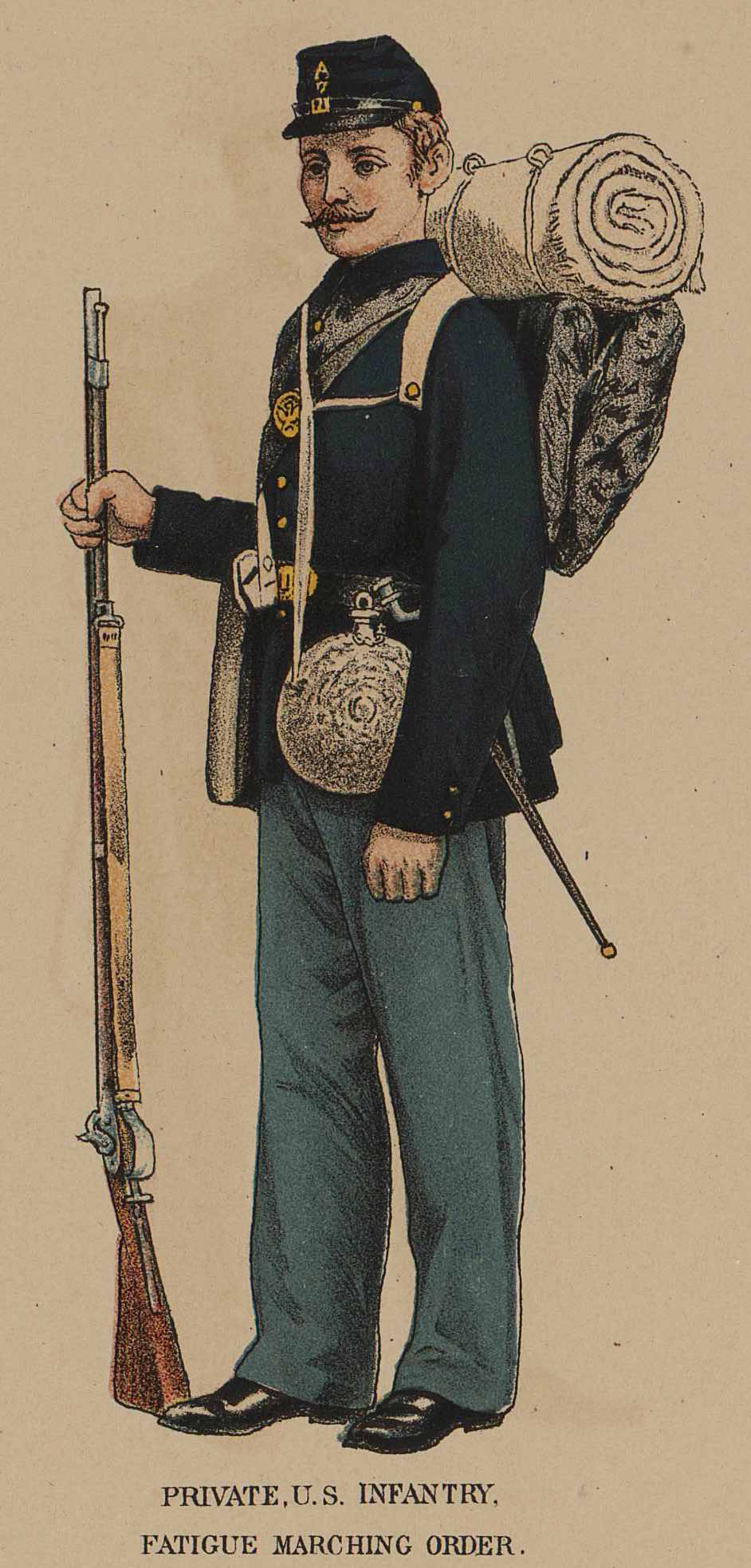
Välutrustad nordstatssoldat

De flesta soldater i nordstatsarmén var frivilliga. I april 1861 begärde president Lincoln att delstaterna skulle ställa 75 000 milissoldater till unionsregeringens förfogande för tre månader. Det visade sig vara för få soldater under för kort tid och i juli samma år bemyndigade kongressen uppsättandet en frivillig armé om en halv miljon soldater. I juli 1862 kom ett nytt bemyndigande att mobilisera ytterligare 300 000 soldater. Det dåliga utfallet av denna mobilisering gjorde att kongressen i augusti beslöt att 300 000 man från delstaternas milis skulle inkallas för 9 månaders fronttjänstgöring. Även detta uppbåd misslyckades, men stimulerade rekrytering till de frivilliga trupperna. I mars 1863 infördes värnplikt med rätt till friköp och insättande av ersättare (substitut). Denna lag ledde till svåra upplopp i staden New York med mord på den afroamerikanska befolkningen. Upploppen kunde inte stillas förrän armén satts in och dödat eller sårat över ettusen civilpersoner. Olovlig frånvaro var ett stort problem i nordstatsarmén, fast inte lika stort som i sydstatsarmén. Av de som rapporterades som desertörer ansåg generalkrigsfiskalen att en fjärdedel inte hade för avsikt att rymma, utan var utan egen förskyllan försenade eller skilda från sina förband. Omkring 75 000 rymlingar greps och återbördades i tjänst. Från den lilla reguljära, värvade armén deserterade omkring en fjärdedel av alla soldater, medan 6 % rymde från de frivilliga trupperna.
| Nordstatsarméns styrkebesked |            |             |
| 1 januari                    | Närvarande | Frånvarande |
| 1862                         | 527 000    | 49 000      |
| 1863                         | 699 000    | 219 000     |
| 1864                         | 621 000    | 339 000     |
| Källa:                       |            |             |

Nordstatsarmén utgjordes till stor del av immigranter, 25% av det vita manskapet var födda utomlands. Totalt tjänstgjorde cirka 3000 svenskar i nordstatsarmén (antalet i sydstatsarmén var något hundratal). De svenska soldaterna återfanns främst i förband som upprättats i mellanvästern (då dessa stater var det huvudsakliga målet för de svenska emigranterna). I huvudsak Illinois, Wisonsin samt Minnesota. Några förband som till största del bestod av svenskar bildades också i dessa stater, exempelvis Company H, 1st Illinois light Volunteer Light Artillery som upprättades och leddes av den svenska artilleriofficeren Axel Silfversparre.

## Infanteriet

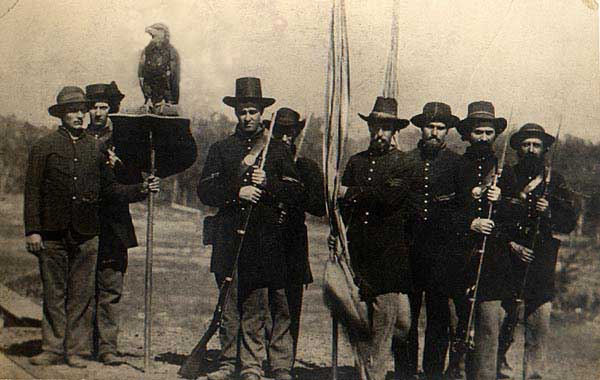
Ett infanteriregementes fanvakt med en örn som regementsmaskot.

Infanteriet dominerade slagfältet under det amerikanska inbördeskriget. De flesta eldstrider mellan infanteri ägde rum på betydligt kortare avstånd än de 450–500 meter som ofta anges som effektiv skottvidd för tidens dominerande vapen, den mynningsladdade räfflade slaglåsmusköten. I början av kriget var stridsavståndet knappast längre än 100 meter, i slutet av kriget omkring 130 meter. Det modernaste vapnet före kriget var räfflad musköt modell 1855 vilken sköt miniékulor. Omkring 670 000 av dessa införskaffades av nordstatsarmén under kriget. Man inköpte också 430 000 brittiska Enfieldmusköter och 226 000 österrikiska Lorenzmusköter samt 60 000 preussiska och 57 000 belgiska musköter. I början av kriget var nordstatsarmén till 30-40 % utrustade med slätborrade slaglåsgevär; mot slutet av kriget var dock 80-90 % av infanteriet utrustade med moderna räfflade musköter, 5 % med bakladdningsgevär och upp till 2 % med repetergevär.   
| Nordstatsarméns viktigaste eldhandvapen för infanteriet |            |                 |                                       |            |
| Typ                                                     | Egenskaper | Egenskaper      | Egenskaper                            | Anmärkning |
|                                                         | Kaliber    | Stridsskottvidd | Praktisk eldhastighet skott per minut |            |
| Slaglåsmusköt m/1842                                    | 17,5 mm    | 50 m            | 2-3                                   | [ a ]      |
| Räfflad slaglåsmusköt "Springfield" m/1855              | 14,7 mm    | 200 m           | 2-3                                   | [ b ]      |
| Räfflad slaglåsmusköt "Springfield" m/1861              | 14,7 mm    | 250 m           | 2-3                                   |            |
| Räfflad slaglåsmusköt "Enfield" P1853                   | 14,65 mm   | 250 m           | 2-3                                   |            |
| Räfflad slaglåsmusköt "Lorenz" m/1854                   | 13,7 mm    | 250 m           | 2-3                                   |            |
| Sharps bakladdningsgevär                                | 13,2 mm    | 450 m           | 6-8                                   | [ c ]      |
| Henry repetergevär                                      | 11,2 mm    | 400 m           | 15                                    | [ d ]      |
| Spencer repetergevär                                    | 14,2 mm    | 400 m           | 10-12                                 |            |
| 1. 2. 3. 4.                                             |            |                 |                                       |            |
| Källa:                                                  |            |                 |                                       |            |

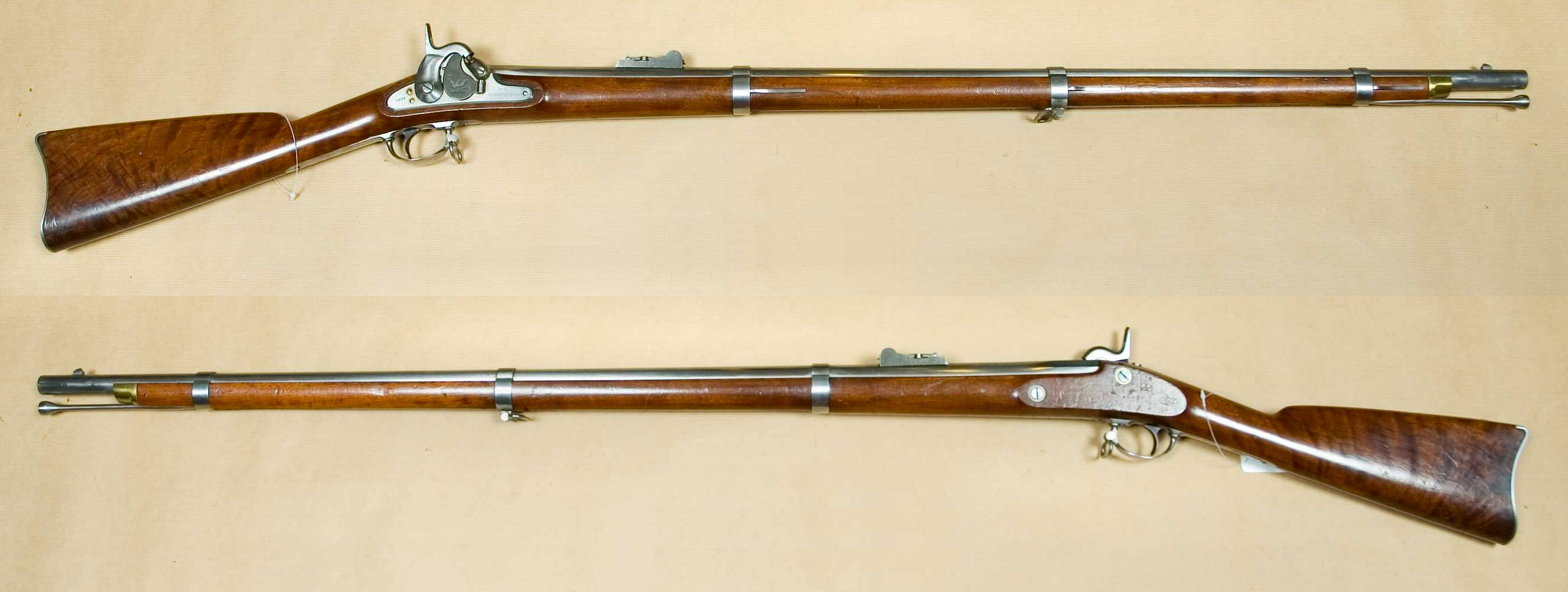
Räfflad slaglåsmusköt m/1855
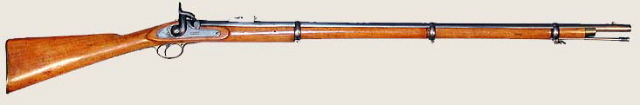
Räfflad slaglåsmusköt "Enfield" P1853
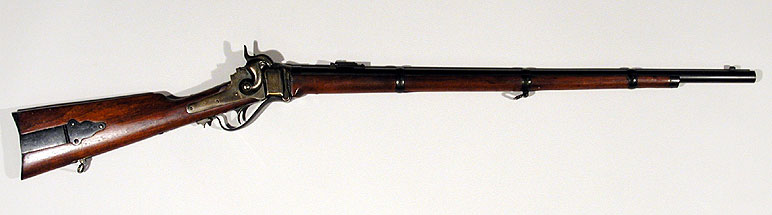
Sharps bakladdningsgevär
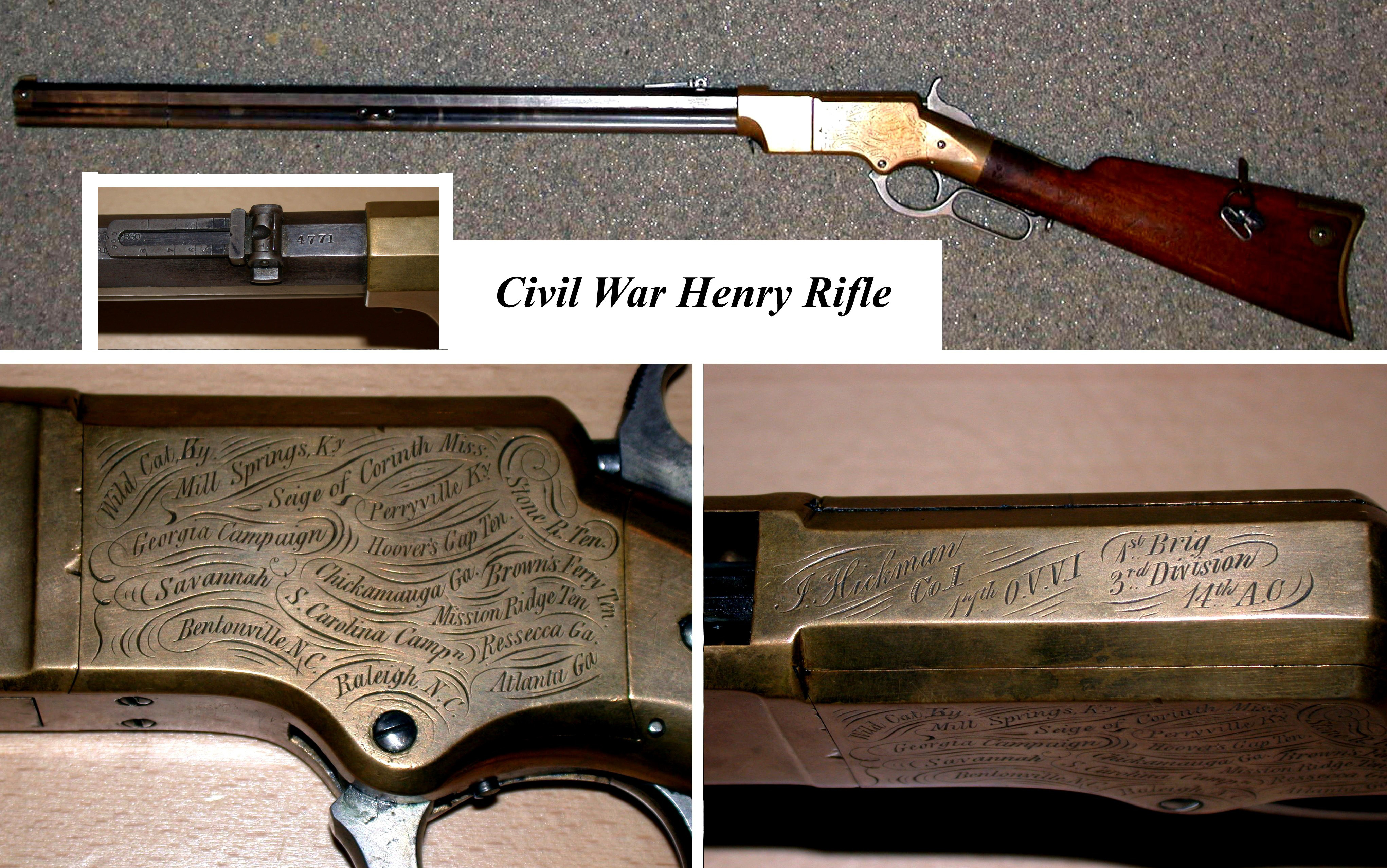
Henry repetergevär

## Kavalleriet

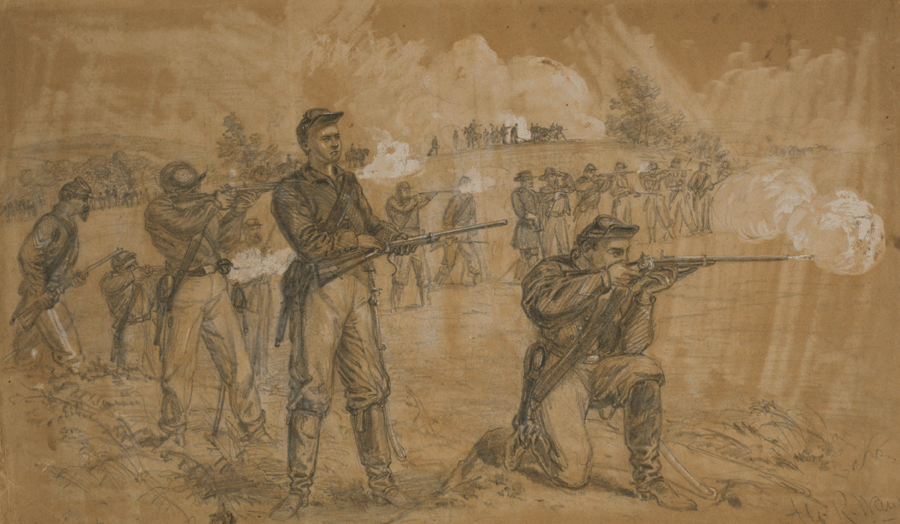
Avsuttet nordstatskavalleri med sharpskarbiner.

Nordstatskavalleriet spelade länge ingen större roll på slagfältet. Det användes inte som slagkavalleri utan huvudsakligen för taktiska överfall. Bakom dess kringskärda roll låg en  doktrin vilken betraktade kavalleriet som ett truppslag av begränsat värde. Den amerikanska terrängen inskränkte dess rörelser, men ett välutbildat förband kunde övervinna många terränghinder. Kostnaderna för kavalleriets remontering, utrustning och underhåll var enorma, därtill krävdes en mycket lång utbildningstid för att uppnå full fältduglighet. Nordstatskavalleriet var underlägset sydstatskavalleriet ända till slutet av kriget. Då utvecklades nordstatskavalleriet till ett aggressivt och framgångsrikt truppslag av beridet infanteri. Utrustat med repeterkarbiner kunde det genomföra operationer av strategisk betydelse.
Nordstatskavalleriet var beväpnat med sabel, karbin och pistol. Dragonsabel modell 1840 var något tyngre än kavallerisabel modell 1860. Under kriget införskaffades sammanlagt 400 000 sablar till kavalleriet. Under kriget inköptes en rad olika karbinmodeller. Sharpskarbin modell 1859 var det fredstida vapnet för den reguljära armén och anskaffades i 81 000 exemplar; andra var Burnsidekarbinen (56 000 st) och Spencer repeterkarbin (94 000 st). Den viktigaste pistolen var Colt "Army" modell 1860 (130 000 st).
| Nordstatsarméns viktigaste eldhandvapen för kavalleriet |            |                 |                                       |            |
| Typ                                                     | Egenskaper | Egenskaper      | Egenskaper                            | Anmärkning |
|                                                         | Kaliber    | Stridsskottvidd | Praktisk eldhastighet skott per minut |            |
| Sharps bakladdningskarbin m/1859                        | 13,1 mm    | 300 m           | 6-8                                   |            |
| Burnside bakladdningskarbin                             | 13,7 mm    | 150 m           | 6-8                                   |            |
| Spencer repeterkarbin                                   | 14,2 mm    | 200 m           | 10-12                                 | [ a ]      |
| Coltrevolver "Army" m/1860                              | 11,2 mm    | 10 m            | 6                                     |            |
| 1.                                                      |            |                 |                                       |            |
| Källa:                                                  |            |                 |                                       |            |

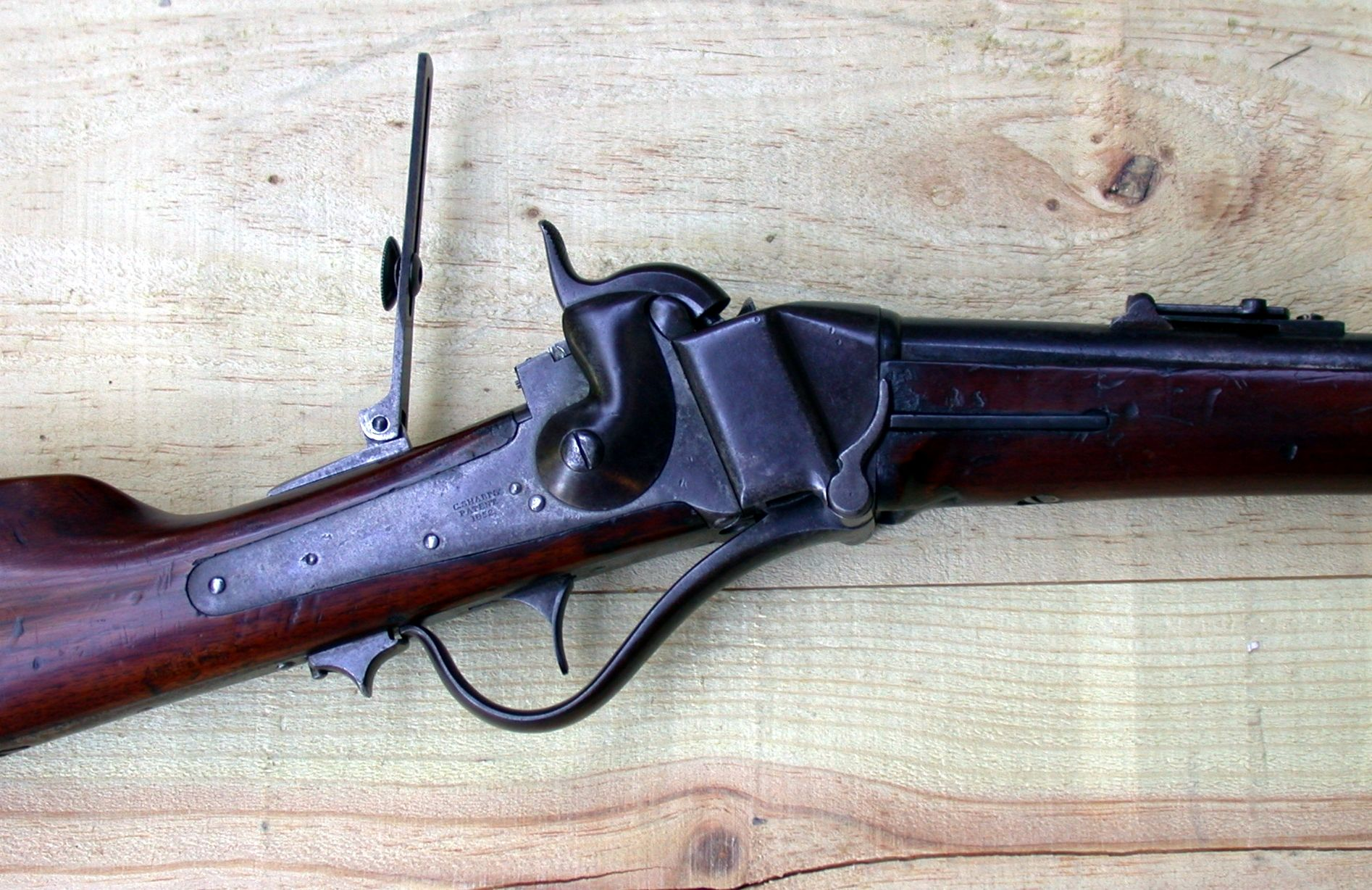
Sharpskarbin
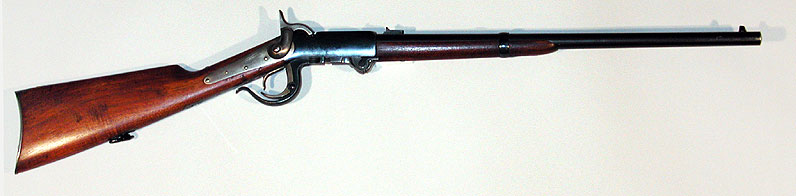
Burnsidekarbin
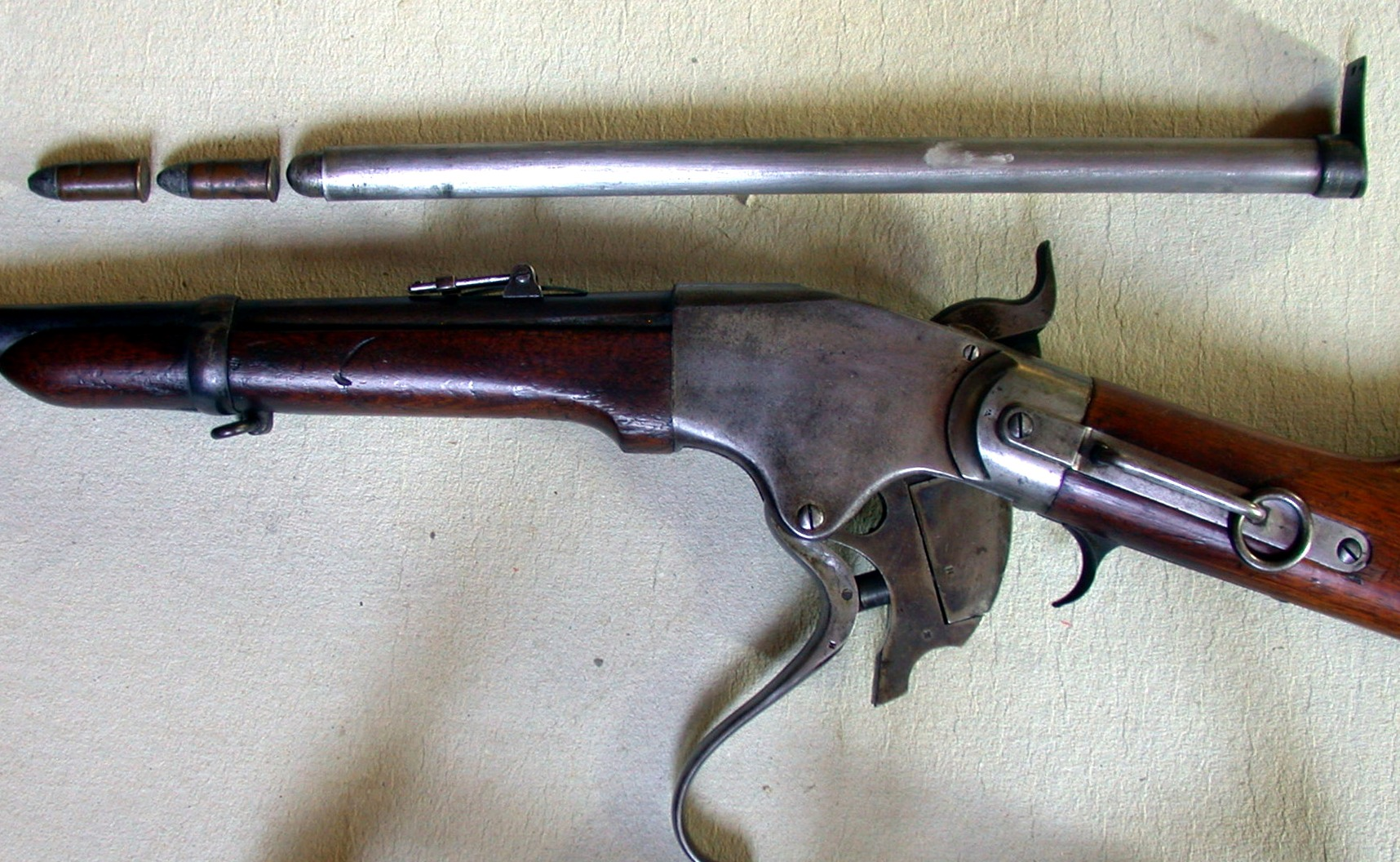
Spencerkarbin Repetermekanism och tubmagasin.
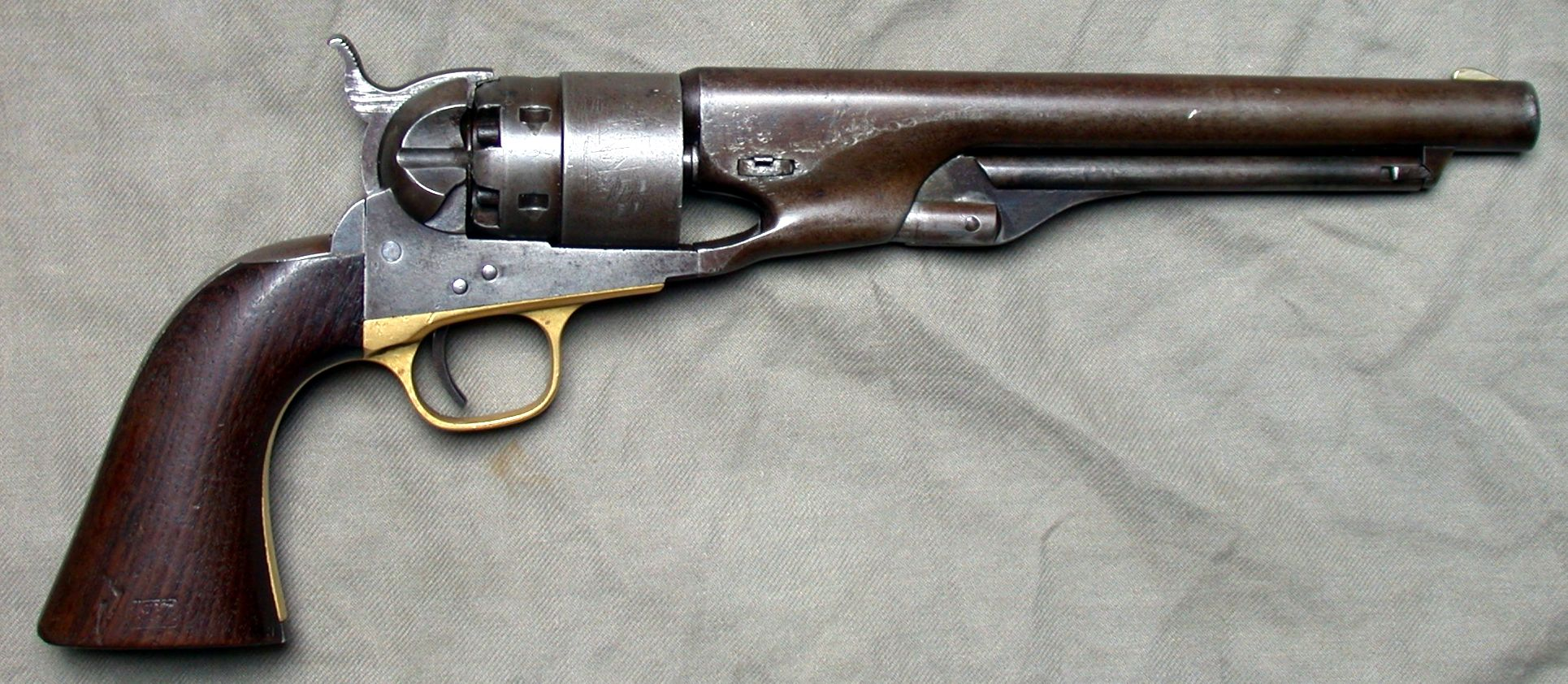
Colt "Army" m/1860

## Artilleriet

Nordstatsartilleri med tiopundig Parrotkanon.

När kriget bröt ut var den vanligaste artilleripjäsen på bägge sidor den slätborrade sexpundiga kanonen modell 1841. Under kriget övergick bägge sidor till den slätborrade tolvpundiga "Napoleon"-kanonhaubitsen modell 1857, som utvecklats i Napoleon III:s Frankrike där den togs i bruk 1856. I US Army fanns det bara fem i tjänst 1861, men ett stort antal tillverkades under kriget. De vanligaste räfflade pjäserna var de mynningsladdade tre tums "Rodman" (vilken särskilt användes av det ridande artilleriet) och tiopundiga "Parrot"-kanonerna modell 1861. Deras långa skottvidd gjorde dem lämpliga för bekämpning av fiendens artilleri. En tjugopundig "Parrot"-kanon med ännu längre skottvid anskaffades också. 
| Nordstatsarméns viktigaste artilleripjäser |            |            |            |                                    |                                    |                                    |                                    |                                    |
| Typ                                        | Egenskaper | Egenskaper | Egenskaper | Andel av nordstatsarméns artilleri | Andel av nordstatsarméns artilleri | Andel av nordstatsarméns artilleri | Andel av nordstatsarméns artilleri | Andel av nordstatsarméns artilleri |
|                                            | Lopp       | Kaliber    | Skottvidd  | 1861                               | 1862                               | 1863                               | 1864                               | Anm                                |
| Sexpundig kanon m/1841                     | slätborrat | 9,3 cm     | 1400 m     | 6 %                                | 1 %                                | < 1 %                              | 0 %                                |                                    |
| Tolvpundig haubits m/1841                  | slätborrat | 11,7 cm    | 1000 m     | 10 %                               | 1 %                                | < 1 %                              | 0 %                                |                                    |
| Tolvpundig "Napoleon" kanonhaubits m/1857  | slätborrat | 11,7 cm    | 1500 m     | 15 %                               | 42 %                               | 39 %                               | 44 %                               |                                    |
| Tre tums "Rodman" kanon m/1861             | räfflat    | 7,6 cm     | 2700 m     | 41 %                               | 44 %                               | 58 %                               | 54 %                               | [ a ]                              |
| Tiopundig "Parrot" kanon m/1861            | räfflat    | 7,6 cm     | 2700 m     | 41 %                               | 44 %                               | 58 %                               | 54 %                               | [ a ]                              |
| Tjugopundig "Parrot" kanon m/1861          | räfflat    | 9,3 cm     | 4400 m     | 15 %                               | 8 %                                | 2 %                                | 2 %                                | [ b ]                              |
| 1. 2.                                      |            |            |            |                                    |                                    |                                    |                                    |                                    |
| Källa:                                     |            |            |            |                                    |                                    |                                    |                                    |                                    |

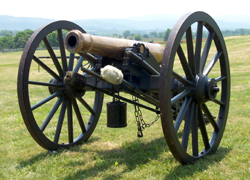
Sexpundig kanon m/1841
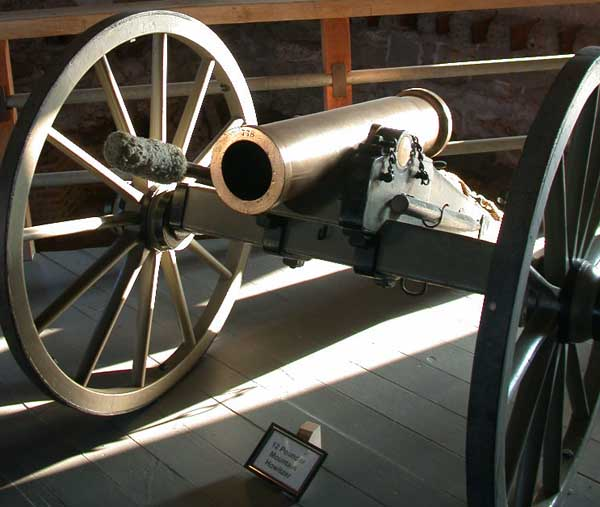
Tolvpundig haubits m/1841
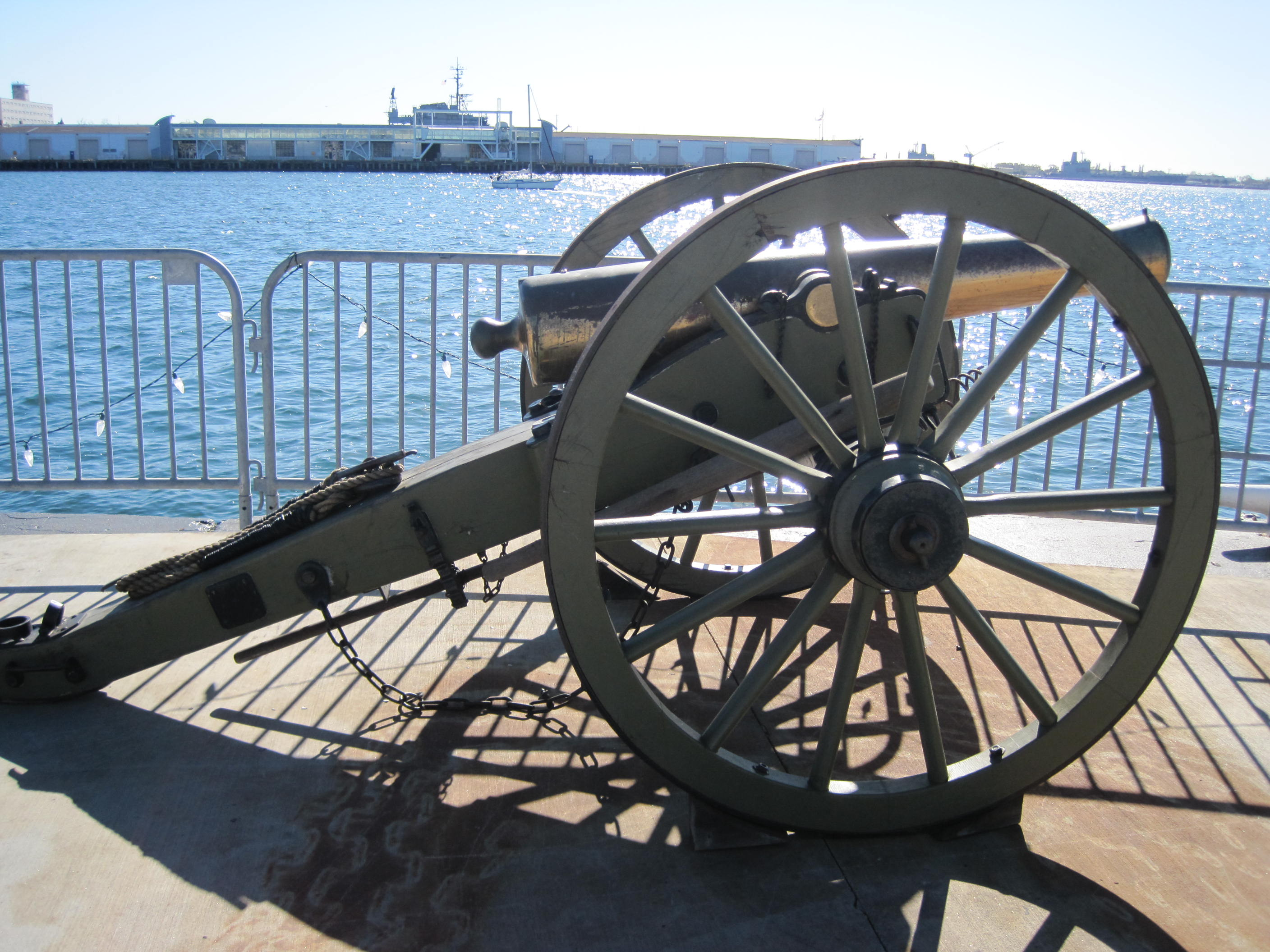
Tolvpundig "Napoleon" kanonhaubits m/1857
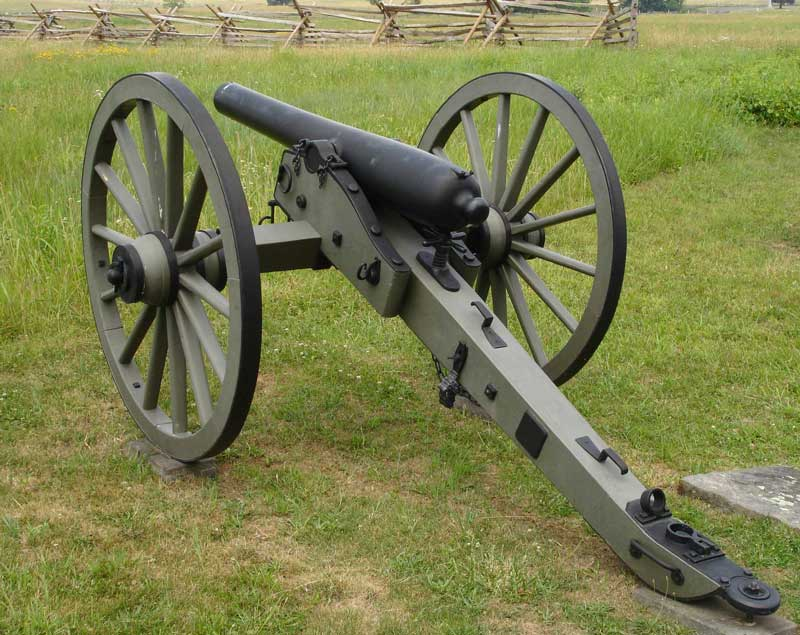
Tre tums "Rodman" kanon m/1861
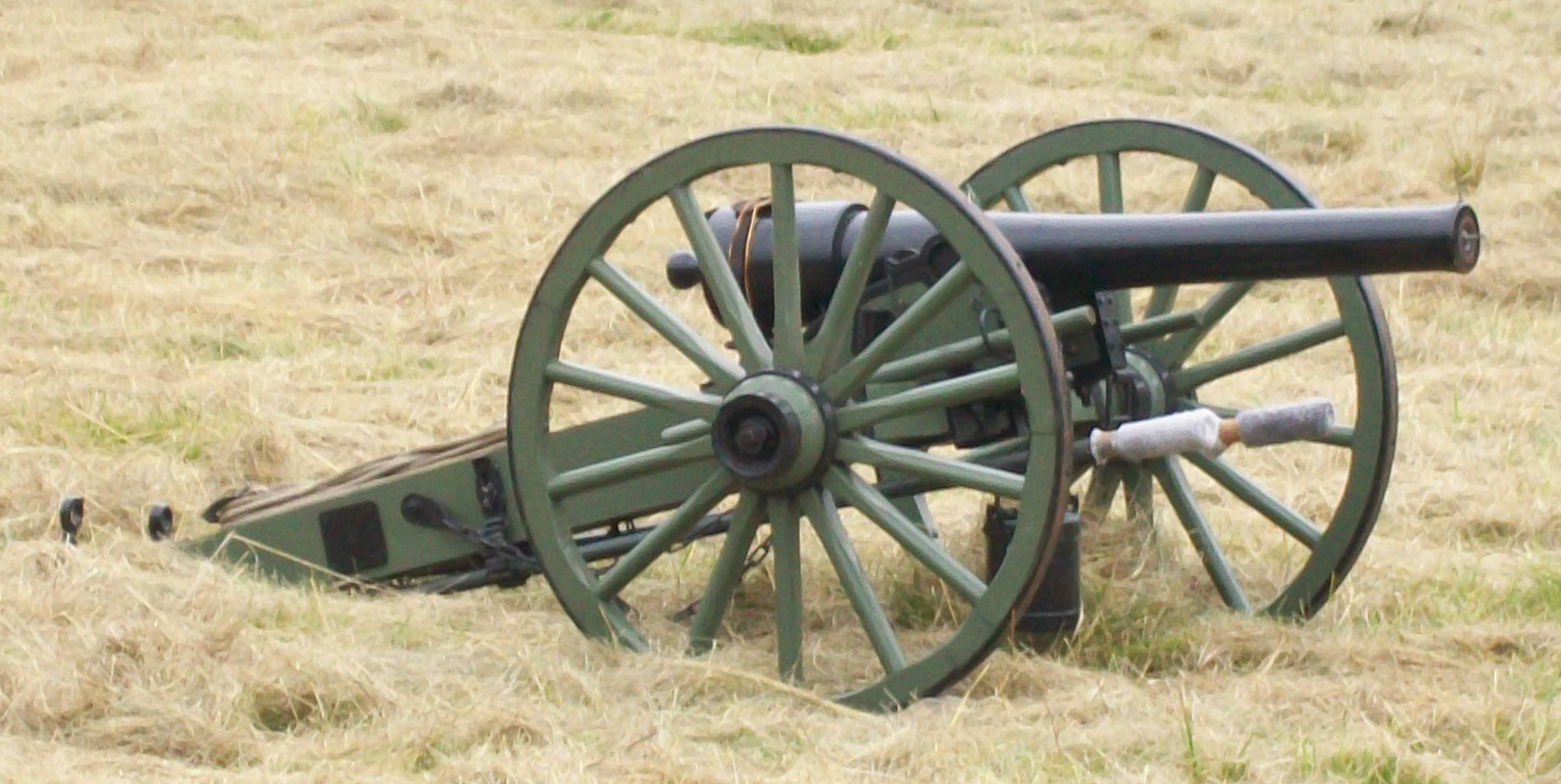
Tiopundig "Parrot" kanon m/1861
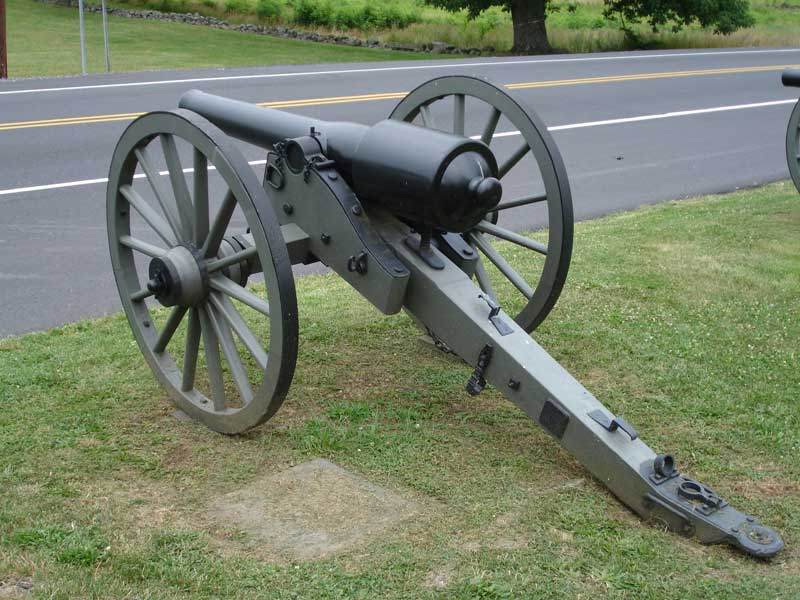
Tjugopundig "Parrot" kanon m/1861

## Logistik

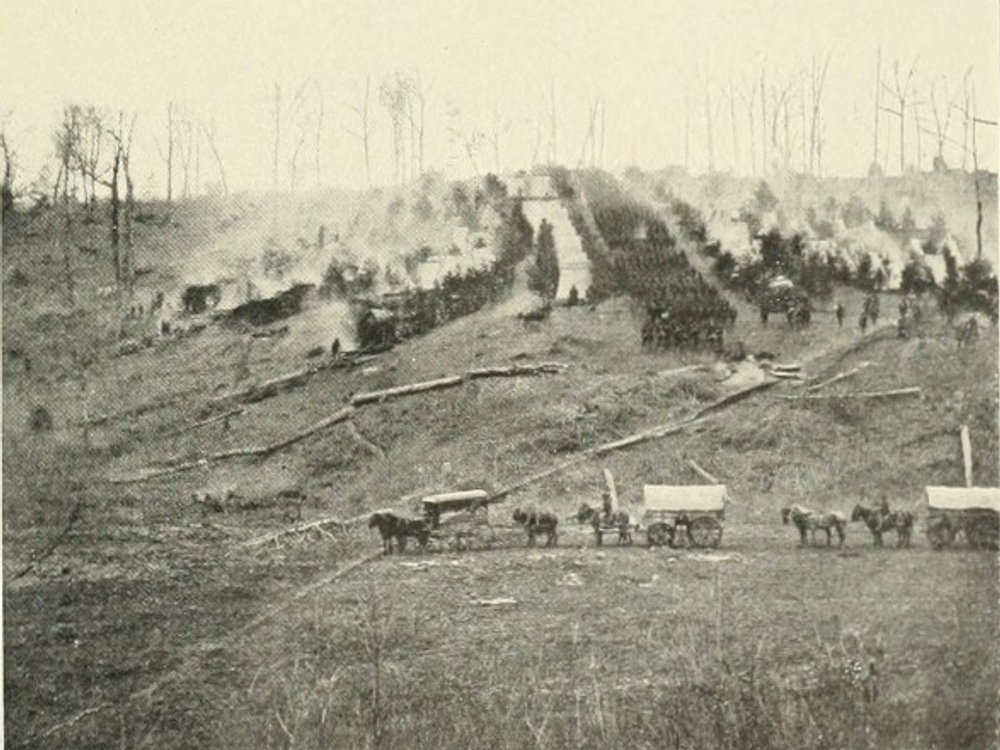
Anspänd regementstross

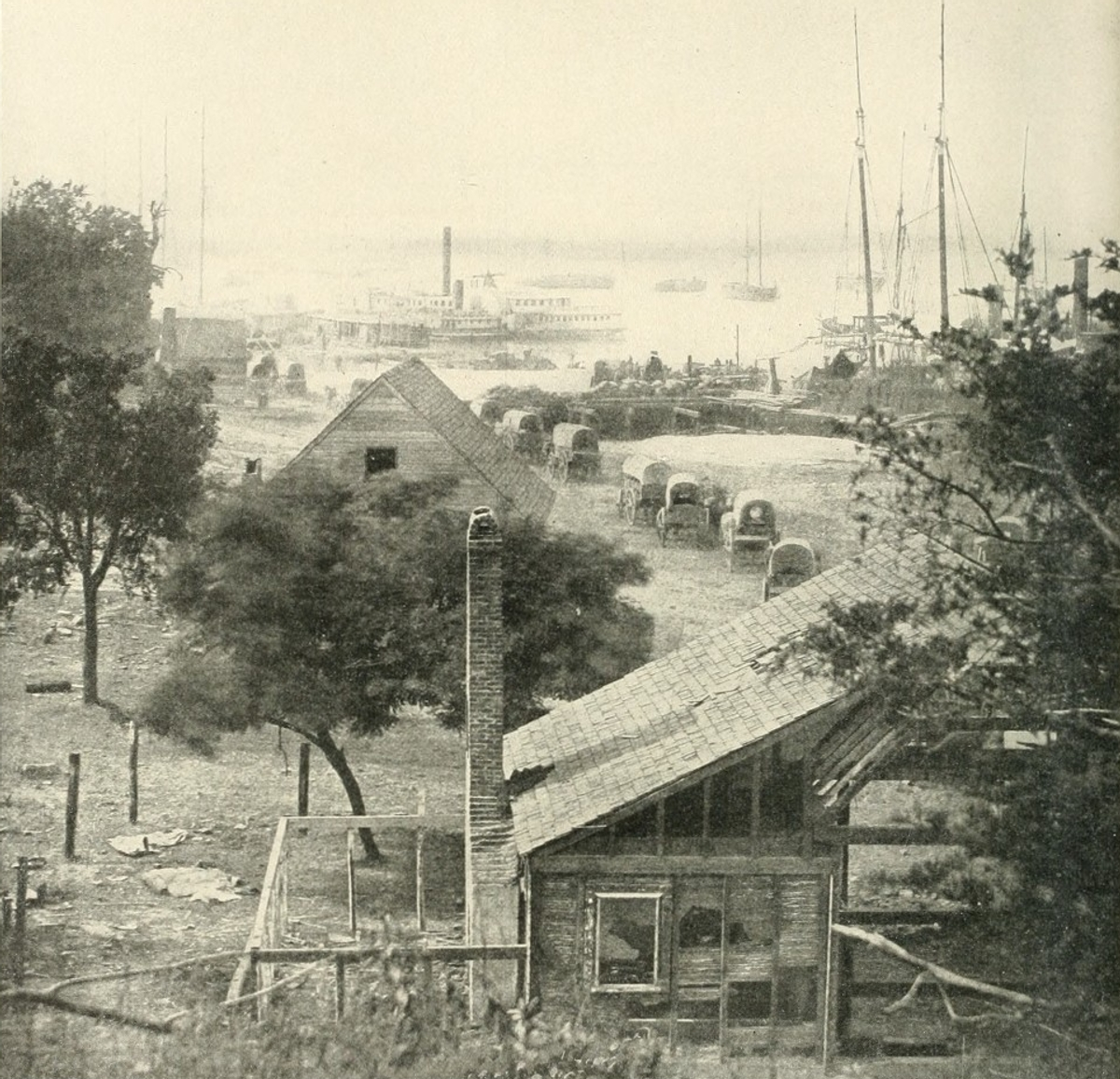
En av nordstatsarméns underhållsdepåer.

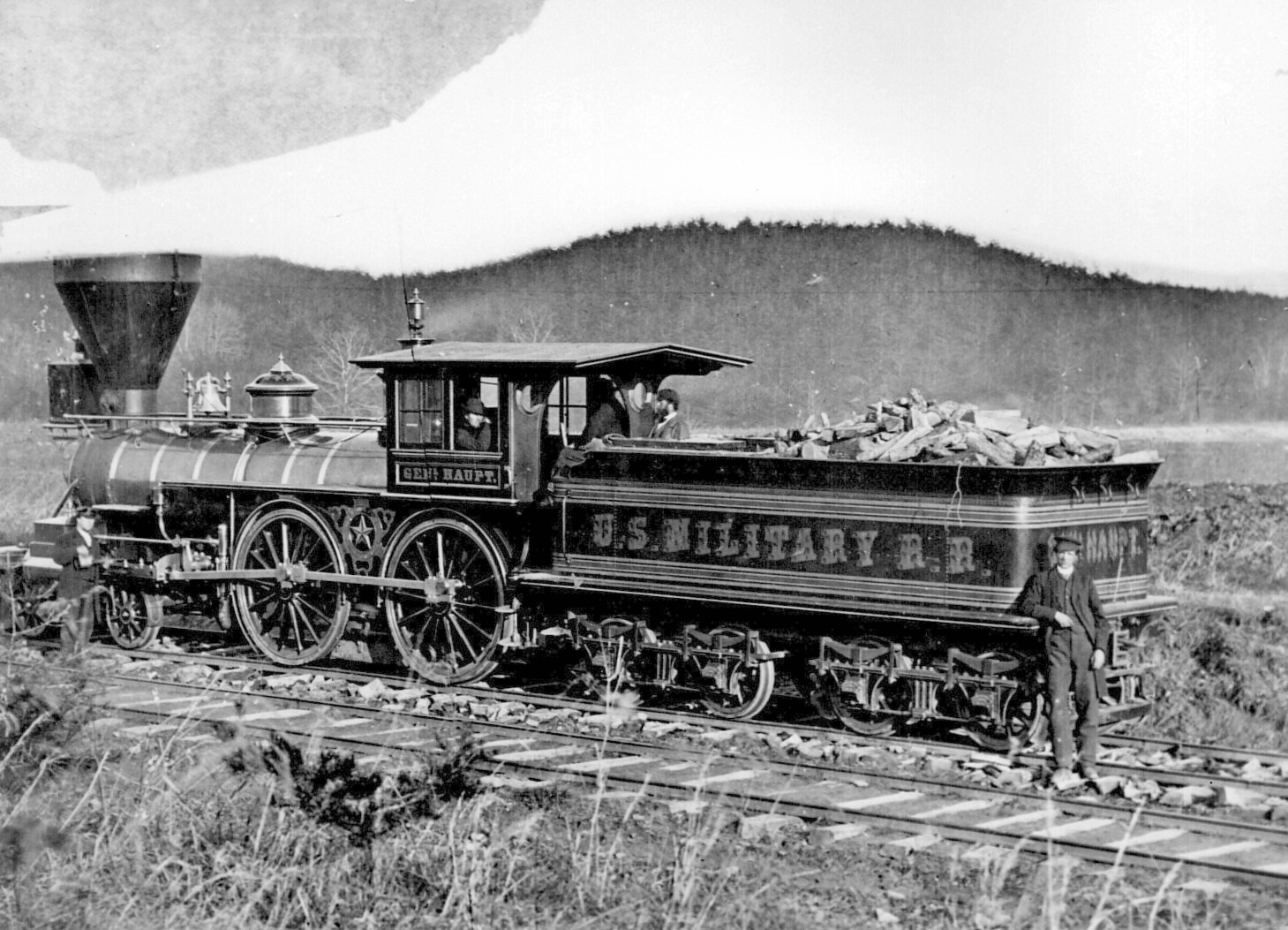
Lokomotiv tillhörigt nordstatsarméns militärjärnvägar (USMRR).

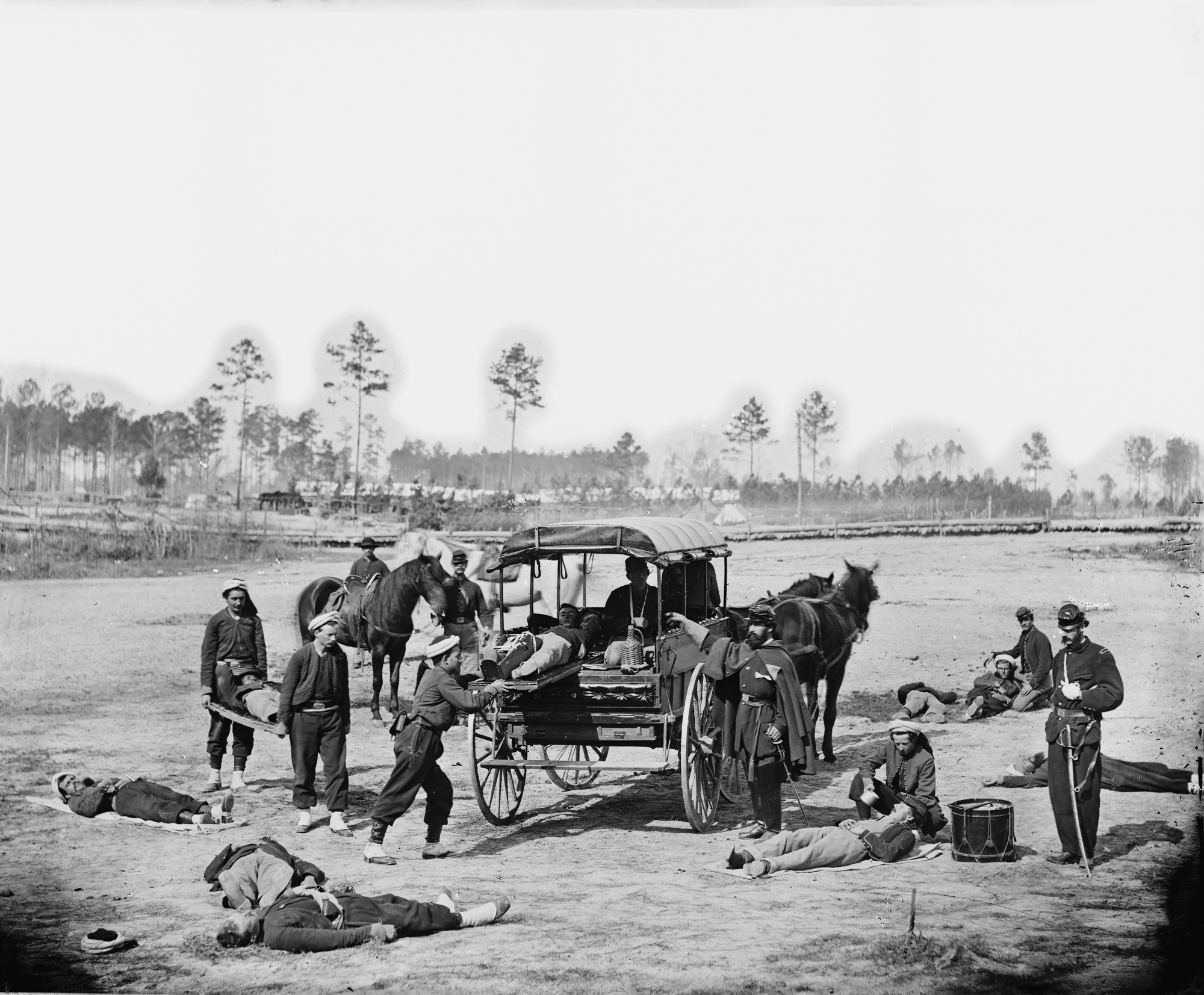
Ambulans och sjukvårdsmän i zouaveuniformer.

Amputation vid ett fältsjukhus efter slaget vid Gettysburg.

Det amerikanska sättet att föra kriget föddes under inbördeskriget när nordstaterna använde sin demografiska, ekonomiska och industriella överlägsenhet för att krossa sydstaterna. Den logistiska apparat som krävdes för att genomföra detta byggde på den lilla fredstida reguljära arméns underhållsorganisation. Fyra byråer inom arméförvaltningen ansvarade för logistiken, med ansvar för respektive intendenturmateriel och träng (Quartermaster), tygmateriel (Ordnance), förplägnad (Subsistence) samt sjukvård (Medical). Dessa byråer lydde var och en för sig direkt under krigministern Edwin Stanton och ansvarsfördelningen mellan honom, hans statssekreterare och arméns general-en-chef var aldrig klart avgränsade och de logistiska byråerna fungerade oberoende av varandra ända till Grant blev arméchef och samordnade operationer och logistik.
Underhållstjänsten led av personalbrist under hela kriget både centralt och i fält eftersom de stridande befattningarna gavs högsta prioritet. I varje regemente fanns en regementskvartermästare och en regementskommissarie; bägge var subalterner kommenderade från sina kompanier. I de högre förbanden skulle de logistiska befattningarna besättas med kvalificerad personal från armeförvaltningen, men i praktiken kom de oftast att innehas av befäl kommenderade från underställda regementen eller utföras som tillikabefattningar. Okunnighet och oerfarenhet kom därför att minska underhållstjänstens effektivitet. På grund av nordstaternas större resurser var dock underhållstjänsten mycket effektivare än i sydstatsarmén och nordstatssoldaten var i allmänhet välklädd, välbeväpnad och välnärd. 
Regementskvartermästaren ansvarade för regementstrossen, divisionsintendenten ansvarade för divisionsträngen vilken transporterade proviant och furage och divisionstygofficeren för ammunitionsträngen med handvapen- och artilleriammunition. Det fanns inga särskilda underhållsförband, utan trängpersonalen utgjordes antingen av civilanställda eller av soldater kommenderade från de stridande förbanden. Nordstatsarméns långa underhållslinjer till de trupper som opererade i sydstaterna krävde ett utvecklat transportväsende med användande av de modernaste kommununikationsmedel. Stora mängder materiel och förnödenheter transporterades med flodångbåtar. Järnvägsnätet blev också av allt större betydelse. För att driva de ofta undermåliga järnvägarna i de sydstatsområden som nordstatsarmén ockuperade organiserades 1862 United States Military Rail Road Service och dess järnvägsbyggnadskår, United States Military Railroad Construction Corps, bägge med civila tjänstemän och arbetare.  
De stora slagen under inbördeskriget ställde enorma anspråk på sjukvårdsorganisationen och under de första krigsåren led den av stora brister. Men från en illa skött och improviserad stridssjukvård 1861 utvecklade nordstatsarmén efterhand ett effektivt system med sjukbärare, ambulanser, förbandsplatser, fältsjukhus vid fronten, evakueringssjukhus vid underhållsdepåerna samt krigssjukhus och konvalescentläger i hemorten. Sjukvårdstaktiken utvecklades med en organiserad sjukvårdstrupp och specialiserade kirurger. Järnvägar och ångbåtar användes i allt större utsträckning för att evakuera de behandlade sårade till hemorten. Vid krigets början hade den reguljära armén 98 militärläkare i tjänst. Under kriget kom nordstatsarmén som mest att ha 11 000 läkare i tjänst samtidigt. Sammanlagt behandlades  400 000 fall av sårskador och sex miljoner sjukdomsfall. Vid slutet av kriget fanns 204 fasta militärsjukhus med 137 000 vårdplatser. 
Intendenturen ansvarade för sjukhusbyggnader, ambulanser och kuskar, medan krigskommissariatet hade ansvar för sjukvårdsmaterielen. Detta delade ansvar innebar ännu vid krigets slut administrativa svårigheter och kompetensstrider med fältläkarkåren. Från 1862 bildades en civilanställd sjukhuskår med manliga sjukvårdare. Veteranreservkåren ansvarade sedan dess tillkomst för bevakning och militär disciplin vid krigssjukhusen. En sjuksköterskekår av frivilliga kvinnor från medelklassen inrättades också. En av dess ledare var Mary Ann Bickerdyke. Flera civila frivilligorganisationer (förelöpare till Röda korset) gjorde betydande insatser framförallt för att ta hand om de sårade och sjuka soldater som evakuerades från fronten.